# Întregalde
Întregalde (veraltet Intregălzi, Intre-Galde; deutsch Koliben, ungarisch Havasgáld oder Középgáld) ist eine rumänische Gemeinde im Kreis Alba in der Region Siebenbürgen.

## Lage

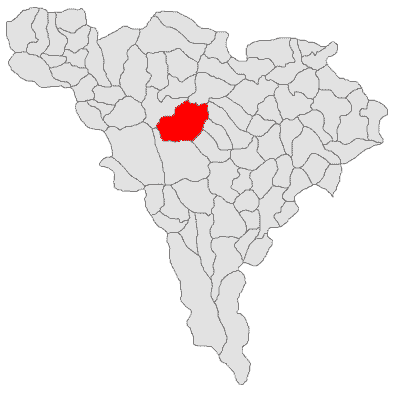
Lage der Gemeinde Întregalde im Kreis Alba

Întregalde liegt im Trascău-Gebirge im Westen Siebenbürgens. Die Kreishauptstadt Alba Iulia, liegt ca. 35 Kilometer südöstlich von Întregalde. In einer gebirgigen Landschaft ist der Ort über die Kreisstraße (Drum județean) DJ 107K, die vom Drum național 1 über die Kreisstraße 107H durch das Tal des Flusses Galda ins Trascău-Gebirge nach Mogoș führt, erreichbar.

## Geschichte
Die älteste erhaltene Erwähnung des Ortes findet sich in einer Urkunde von 1525.

## Bevölkerung
Die 877 Einwohner der Gemeinde bezeichneten sich im Jahr 2002 mit Ausnahme von zwei Ungarn durchweg als Rumänen. Die Einwohnerzahl nahm seit dem Höhepunkt im Jahr 1941 (damals 2385) deutlich ab. Ähnliches gilt für den eigentlichen Ort Întregalde; hier sank die Zahl der Bewohner von 1956 bis 2002 von 243 auf 94. Die höchste Einwohnerzahl der Rumäniendeutsche (3) wurde 1956, der Ungarn (12) 1910, der Roma (7) 1930 gezählt. 1966 wurde ein Slowake registriert.

## Wirtschaft
Der Ort ist durch Weidewirtschaft geprägt.

## Sehenswürdigkeiten
- Die Holzkirche, Sf. Ilie aus dem Jahr 1774 mit Innenmalereien von 1789, im 19. Jahrhundert umgebaut, steht unter Denkmalschutz.[6]
- Das ethnografische Museum, 2007 eröffnet.
- In der Umgebung liegen mehrere Talschluchten, in denen die Höhenrücken des Trascău-Gebirges von Bächen durchbrochen werden, z. B. die Cheile Întregalde, die Cheile Galditei und die Cheile Tecșeștilor. Einige der bekanntesten Gipfel des Gebirges, z. B. Vârful Piatra Cetii (1233 m), Măgulicea (1128 m) und Piatra Craivii (1078 m), sind von Întregalde in Tageswanderungen zu erreichen.

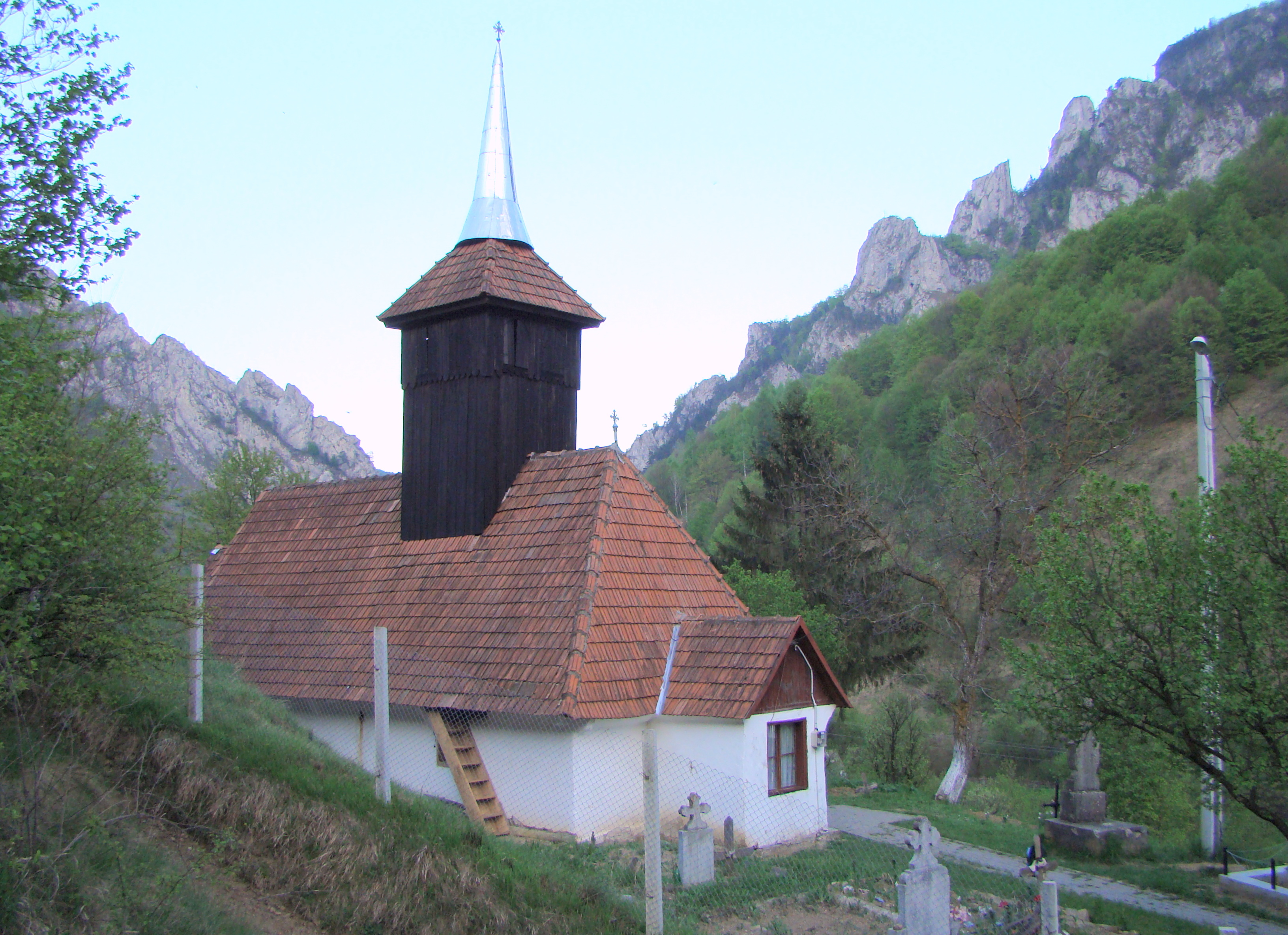
Holzkirche Sf. Ilie
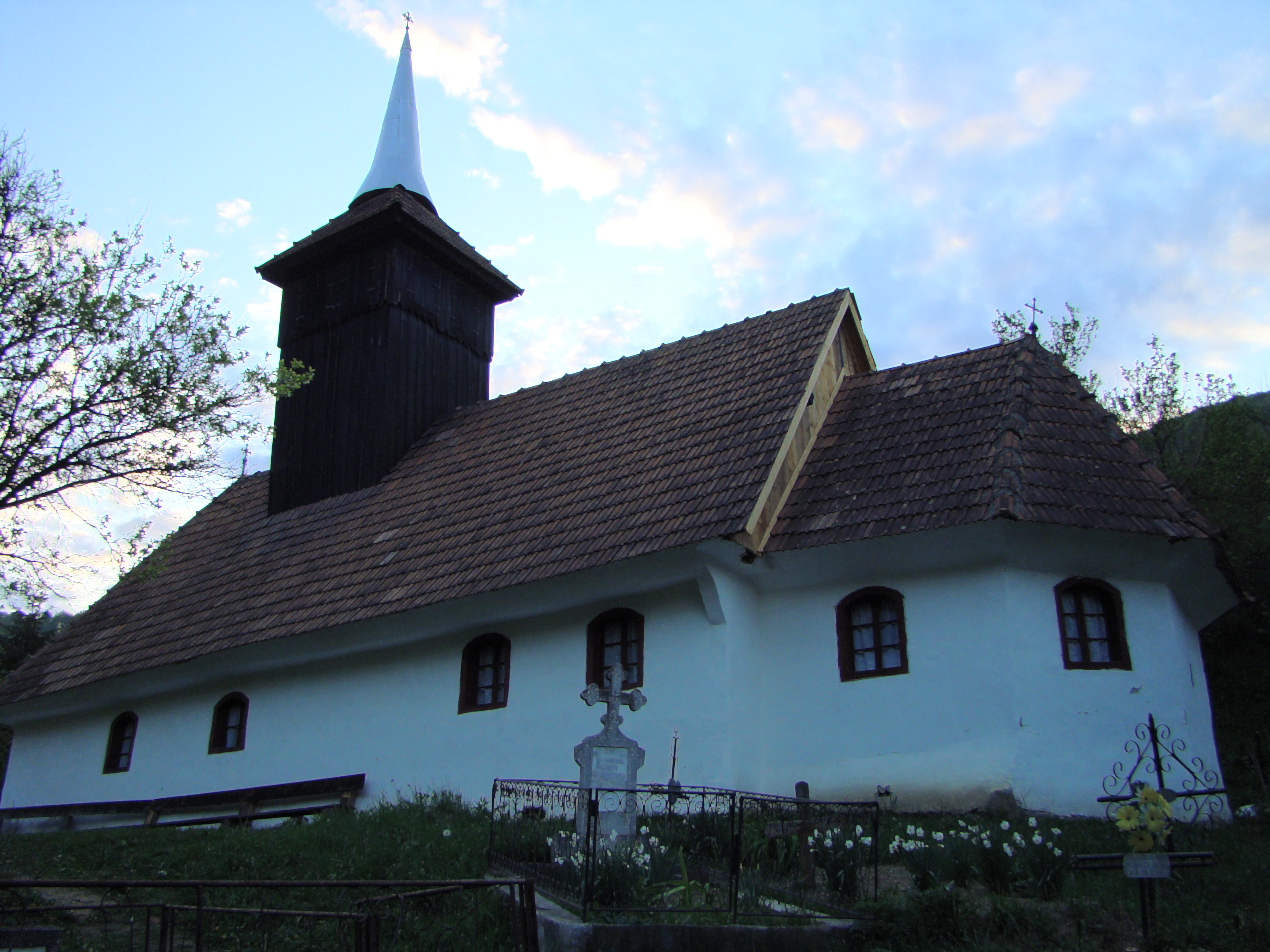
Holzkirche Sf. Ilie
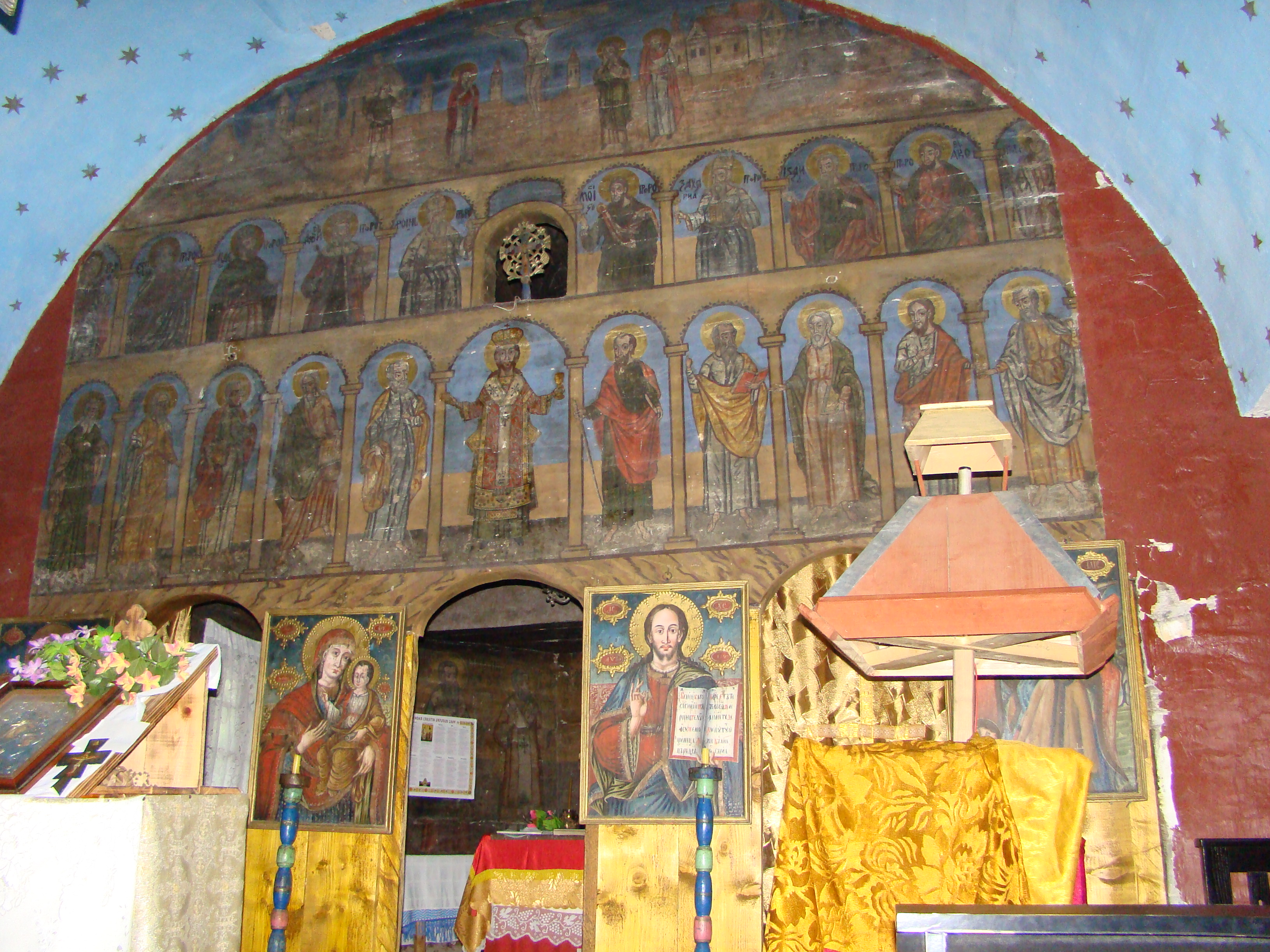
Altar der Holzkirche Sf. Ilie